# Undercover Brother
Undercover Brother är amerikansk komedifilm från 2002 med Eddie Griffin i huvudrollen.

## Handling
Undercover Brother (Eddie Griffin) är en okonventionell svart hjälte som har en cool stil, vet hur man behandlar en kvinna och hungrar efter rättvisa. Denne handfaste man har levt efter sina egna regler sedan han hörde 1970-talets första soulplatta... I denna komedi måste Undercover Brother, assisterad av the B.R.O.T.H.E.R.H.O.O.D., hindra det onda, vita, multinationella konglomeratet The Man från att hjärntvätta hans bröder och systrar.

## Om filmen
Undercover Brother regisserades av Malcolm D. Lee. Den är baserad på en webbserie skapad av John Ridley, som även skrivit filmens manus tillsammans med Michael McCullers.

## Rollista (urval)
| Eddie Griffin         | – Undercover Brother      |
| Chris Kattan          | – Mr. Feather             |
| Denise Richards       | – White She Devil         |
| Aunjanue Ellis        | – Sistah Girl             |
| Dave Chappelle        | – Conspiracy Brother      |
| Chi McBride           | – The Chief               |
| Neil Patrick Harris   | – praktikanten Lance      |
| Gary Anthony Williams | – Smart Brother           |
| Billy Dee Williams    | – general Warren Boutwell |
| Jack Noseworthy       | – Mr. Elias               |